# Åbylundskyrkan
Åbylundskyrkan är en ekumenisk församling inom Equmeniakyrkan, belägen i Åby norr om Norrköping. Byggnaden ritad av arkitekten Guy Sjöwall 1983 och har ett kyrkotorg, församlingshem (byggt 1984) och en idrottshall. Åbylundskyrkan har bland annat scoutverksamhet för barn och ungdomar.
I närheten finns järnvägen där den delar sig och ena grenen går mot Katrineholm och andra mot Nyköping.
Församlingen tillhör Norrköpings missionsförsamling och var tidigare en del av Svenska Missionsförbundet.

## Orgel
1983 byggdes en orgel av Nils-Olof Berg, Nye. Orgeln är mekanisk.
| Manual            | Pedal      | Koppel  |
| Blockflöjt 8' B/D | Subbas 16' | Man/Ped |
| Principal 4' B/D  |            |         |
| Rörflöjt 4' B/D   |            |         |
| Kvint 2 2⁄3' D    |            |         |
| Oktava 2' B/D     |            |         |
| Kvint 1 1⁄3' B    |            |         |
| Vox candida 8' D  |            |         |